# Mälarbaden
Mälarbaden ist ein Ort in der Gemeinde Eskilstuna in der schwedischen Provinz Södermanlands län mit 143 Einwohnern (2010). Der Ort liegt etwa 12 Kilometer nördlich von Eskilstuna und 5 Kilometer nördlich von Torshälla am See Mälaren.

## Geschichte
Mälarbaden wurde als Badeort und Hafen um 1900 gegründet, als die Norra Södermanlands Järnväg (NrSJ) zum Mälarsee ausgebaut wurde. Die Bahnstrecke von Nybybruk nach Mälarbaden wurde 1933 stillgelegt.
In der aktuellen Liste der Småorte von 2015 ist Mälarbaden nicht mehr gelistet. Durch geänderte Kriterien in der Datenerhebung wird nun Mälarbaden mit dem Tätort Torshälla zusammengefasst.